# Partido Nuestro Pueblo
El Partido Nuestro Pueblo es un partido político costarricense. El partido se fundó en 18 de noviembre de 2018 habiendo concluido las asambleas cantonales y la provincial para participar en las elecciones municipales de Costa Rica de 2020. El partido fue fundado por exdirigentes del Partido Unidad Social Cristiana como su presidente Randall Alberto Pérez Araya, quien fue dirigente y regidor del PUSC por el cantón de Desamparados y aspirante a diputado para el período 2018-2022 aunque no obtuvo la nominación y el secretario general José Alejandro Fernández Morales, exmiembro del Tribunal Electoral Interno socialcristiano entre otros.
Aunque inscrito en los veinte cantones josefinos, el partido sólo presentó candidato en diez, entre ellos Tibás, Pérez Zeledón, Escazú, Desamparados, Goicoechea, Aserrí y San José Centro. El partido asegura buscar promover "el empleo, la infraestructura, la seguridad y programas sociales en favor de la niñez y los adultos mayores."
Para las elecciones presidenciales de 2022 el partido inició el proceso para convertirse en partido de escala nacional y recibió la adhesión del exministro de la Presidencia y dos veces candidato presidencial del PUSC, Rodolfo Piza quien estaría postulándose para candidato presidencial pero no para diputado.

## Resultados electorales

### Elecciones presidenciales
| Elecciones presidenciales |                      |                       |           |           |                 |           |          |                        |
| Año                       | Candidato            | Candidato             | Votos     | Votos     | %               | %         | Posición | Vicepresidentes        |
| Año                       | Candidato            | Candidato             | 1° vuelta | 2° vuelta | 1° vuelta       | 2° vuelta | Posición | Vicepresidentes        |
| 2022                      |                      | Rodolfo Piza Rocafort | 3,359     | -         | \| \| 0.16 % \| | -         | 20.º     | Vanessa Calvo González |
| 2022                      | Román Navarro Fallas | Rodolfo Piza Rocafort | 3,359     | -         | \| \| 0.16 % \| | -         | 20.º     |                        |
|                           | 0.16 %               |                       |           |           |                 |           |          |                        |

### Elecciones legislativas
| Año  | Asamblea | Asamblea        | Asamblea | +/– | Posición | Gobierno |
| Año  | Votos    | %               | Escaños  | +/– | Posición | Gobierno |
| ---- | -------- | --------------- | -------- | --- | -------- | -------- |
| 2022 | 9,240    | \| \| 0.45 % \| | 0/57     |     | 23.°     |          |
|      | 0.45 %   |                 |          |     |          |          |

### Elecciones municipales
| Año  | Alcaldías |
| ---- | --------- |
| 2020 | 0/82      |